# Eisdruck
Eisdruck ist der Druck des Eises eines Sees, des gefrorenen Meeres oder von beweglichen Eisschollen auf Bauwerke oder andere Konstruktionen im Binnenland und im Küstenbereich, die mit Wasser in Kontakt stehen. Eisdruck führt zu einer vorwiegend horizontalen Belastung, für die das Bauwerk bemessen werden muss. Infrage kommende Bauwerke sind Brückenpfeiler, Entnahmetürme, Dalben, Schleusen, Kaimauern, Staumauern, Wehre etc.
Der größte Eisdruck entsteht im Allgemeinen, wenn die Eisdecke sich erwärmt und dabei ausdehnt. Der Druck hängt ab von der Dicke und Druckfestigkeit des Eises, der Größe der Eisfläche, der Größe und Schnelligkeit des Temperaturanstiegs, der Form des Sees und seiner Eisdecke, von Wind- und Wellenbewegungen sowie anderen Einflüssen.
Bauwerke werden gegen kurzfristig oder in größeren Zeitabständen auftretende Einwirkungen bemessen. Eisdruck ist eine veränderliche, vorübergehende Belastung, die nicht zu den ständigen Lasten gehört.
In Normen  ist die Größe des anzusetzenden Eisdruckes festgelegt.